# Valérie Brochard
Pour les articles homonymes, voir Brochard.
Valérie Brochard est une journaliste française.

## Biographie

### Formation
Après un baccalauréat littéraire, elle obtient une maîtrise en information-communication, un master en lettres modernes « appliquées au journalisme » et un master en science politique.

### Depuis 2011
Le 8 juin 2013, Valérie Brochard collabore à la présentation d’une émission spéciale de Travaux en séance consacrée au 18e Parlement des enfants organisé par l’Assemblée nationale. Durant cette journée, 577 élèves de CM2 ont voté et adopté (à 269 voix) la 3e proposition de loi présentée par une classe de Polynésie française venant prévenir les faits de violences et de discrimination dans les écoles et aider les élèves qui en sont victimes.

### 2014 - 2016: Paris Première
À partir du 17 octobre 2014, Valérie Brochard présente la quatrième saison du talk show Zemmour & Naulleau (abrégé Z&N) diffusé le vendredi soir sur Paris Première afin d’animer les débats et arbitrer le match entre les deux polémistes, Éric Zemmour et Éric Naulleau. Le mois suivant, elle explique son arrivée à une journaliste de Télécâble Sat Hebdo : « C’est d’abord le patron de Paris Première qui m’a repérée sur LCP, puis, comme plusieurs journalistes, j’ai passé un casting avec Zemmour et Naulleau. Le choix s’est fait en concertation entre la chaîne et eux. » Son rôle consiste alors à distribuer le temps de parole et tenir les rênes de l’émission en faisant notamment les lancements et les magnétos, permettant ainsi à Éric Naulleau, qui « endossait jusqu’alors ce rôle dans l’émission », de revenir à son rôle de polémiste tout en restant co-présentateur. Pour la sixième saison de l'émission, elle est remplacée par Anaïs Bouton.
En parallèle, elle fut rédactrice en chef et animatrice de Flashtalk, émission pour laquelle elle réalisait également des reportages incarnés,,

### Depuis 2017: LCP
Depuis 2017, elle écrit et présente l'émission Grand Écran sur LCP ; le numéro intitulé « Transgenres parcours de combattant.e.s » a été nommé aux « Out d'or ».
Elle présente tous les vendredis N'ayons pas peur des mots sur LCP, à 20h30.
Depuis mars 2021, elle écrit et présente l'émission "Zone d'éducation documentaire", qui repose sur la diffusion d'un documentaire et un débat avec des collégiens ou lycéens et des invités.